# Trebejov
Trebejov este o comună slovacă, aflată în districtul Košice-okolie din regiunea Košice. Localitatea se află la altitudinea de 241 m deasupra n.m., se întinde pe o suprafață de 7,67 km2 și în 2017 număra 202 locuitori.

## Istoric
Localitatea Trebejov este atestată documentar din 1289.

## Demografie
| An:                | 1994 | 2004    | 2014    | 2024   |
| ------------------ | ---- | ------- | ------- | ------ |
| Număr de persoane: | 130  | 163     | 207     | 215    |
| Diferență:         |      | +25,38% | +26,99% | +3,86% |

| An:                | 2023 | 2024   |
| ------------------ | ---- | ------ |
| Număr de persoane: | 205  | 215    |
| Diferență:         |      | +4,87% |